# (1270) Datura
Pour les articles homonymes, voir Datura (homonymie).
(1270) Datura est un astéroïde de la ceinture principale de type S découvert le 17 décembre 1930 par George Van Biesbroeck à l'observatoire Yerkes. On pense que cet astéroïde provient de la destruction à la suite d'une collision d'un corps parent plus important il y a environ 450000 ans. Il est nommé d'après la plante du genre Datura.